# BullGuard
BullGuard a fost înființată în 2002 de către antreprenorii Morten Lund și Theis Søndergaard, ambii danezi. BullGuard este astăzi un brand cunoscut în industria de securitate globală având în portofoliu multiple produse proiectate pentru utilizatorii finali. Printre cele mai cunoscute produse se numără BullGuard Internet Security, BullGuard Antivirus, BullGuard Premium Protection dar și altele.
Prima versiune a BullGuard a fost lansată în iunie 2002 și la începutul anului 2003 mai mult de 3 milioane de utilizatori au instalat BullGuard. Până în 2006 acesta a depășit 16 milioane de utilizatori. 
BullGuard are sediul în Londra, Marea Britanie și are birouri în Belgia, Danemarca, Franța, Germania, România, Suedia și Statele Unite ale Americii.

## Produse
- BullGuard Premium Protection
- BullGuard Internet Security
- BullGuard Backup
- BullGuard Spamfilter
- BullGuard Mobile Security
- BullGuard Antivirus